# Panellenio Protathlema 1947-1948
La Panellenio Protathlema 1947-1948 è stata la 14ª edizione del campionato di calcio greco conclusa con la vittoria dell'Olympiacos Pireo, al suo ottavo titolo.
Capocannoniere del torneo fu Christopoulos Stelios (Olympiacos Pireo) con 3 reti.

## Formula
Le squadre partecipanti disputarono una prima fase a carattere regionale.
Le prime classificate dei gironi di Atene, Salonicco e Pireo si qualificarono alla fase finale dove disputarono un girone di andata e ritorno per un totale di 4 partite.
Alla vincente venivano assegnati 3 punti, due al pareggio e uno in caso di sconfitta.

## Squadre partecipanti
| Squadra         | Città     | Stadio | Girone |
| --------------- | --------- | ------ | ------ |
| Apollōn Smyrnīs | Atene     |        | EPSA   |
| Olympiacos      | Il Pireo  |        | EPSP   |
| PAOK            | Salonicco |        | EPSM   |

## Classifica girone finale
|                   | Pos. | Squadra         | Pt | G | V | N | P | GF | GS | DR |
| ----------------- | ---- | --------------- | -- | - | - | - | - | -- | -- | -- |
| Grecia (bandiera) | 1.   | Olympiacos      | 11 | 4 | 3 | 1 | 0 | 8  | 3  | +5 |
|                   | 2.   | Apollōn Smyrnīs | 8  | 4 | 1 | 2 | 1 | 4  | 4  | 0  |
|                   | 3.   | PAOK            | 5  | 4 | 0 | 1 | 3 | 2  | 7  | -5 |

Legenda:

      Campione di Grecia
Note:

Tre punti a vittoria, due a pareggio, uno a sconfitta.

### Verdetti
- Olympiakos Pireo campione di Grecia

## Marcatori
| Gol |  |  | Giocatore              | Squadra         |
| --- |  |  | ---------------------- | --------------- |
| 3   |  |  | Christopoulos Stelios  | Olympiacos      |
| 2   |  |  | Chatzistavridis Alekos | Olympiacos      |
| 2   |  |  | Stratos                | Apollōn Smyrnīs |